# فيديريكا بيليغريني
فيديريكا بيليغريني (من مواليد 5 أغسطس 1988) لاعبة سباحة إيطالية سابقة من مواليد ميرانو، في مقاطعة فينيسيا، تحمل الرقم القياسي العالمي 200 متر سباحة حرة للسيدات (مضمار طويل ، 50 م) وفازت بالميدالية الذهبية في أولمبياد بكين 2008. في بطولة العالم لعام 2009 في روما (سباحة طويل 50 مترًا)، أصبحت بيليجريني أول سيد على الإطلاق تكسر حاجز 4 دقائق في سباحة 400 متر حرة بزمن قدره 3: 59.15.
بيليجريني هي السباحة الوحيدة - ذكرا كان أم أنثى التي فاز بثمانية ميداليات متتالية في نفس الحدث (200 متر سباحة حرة) في بطولة العالم. وهي أيضًا أول بطلة أولمبية في تاريخ السباحة الإيطالية والسباحة الإيطالية الوحيدة التي سجلت أرقامًا قياسية عالمية في أكثر من حدث واحد. في دورة الألعاب الأولمبية الصيفية 2020 ، أصبحت أول سباح تتأهل لخمس نهائيات أولمبية متتالية في نفس التخصص (200 متر سباحة حرة). وهي عضو في اللجنة الأولمبية الدولية. تقاعدت فيديريكا من المنافسة النشطة في عام 2021.

## روابط خارجية
- Official fan club website على موقع واي باك مشين (نسخة محفوظة 3 August 2005) باللغة الإيطالية